# Бойка: Фаворитът
„Бойка: Фаворитът“ (на английски: Boyka: Undisputed) е американски игрален филм от 2016 г., на режисьора Тодор Чапкънов. Продължение на филма Фаворитът 3. „Бойка: Фаворитът“ е заснет в България през юни и юли 2015 г. Премиерата е на 22 септември 2016 г. на Fantastic Fest в Остин, Тексас.

## Актьорски състав
| Актьор              | Роля                  |
| ------------------- | --------------------- |
| Скот Адкинс         | Юрий Бойка            |
| Теодора Духовникова | Алма                  |
| Алон Абутбул        | Зураб                 |
| Юлиян Вергов        | Слава                 |
| Браим Ашабак        | Игор Казмир           |
| Пол Чехиди          | Кирил                 |
| Петьо Петков        | Доминик               |
| Валентин Ганев      | Уордън                |
| Владо Михайлов      | свещеникът            |
| Мартин Форд         | Кошмар                |
| Владимир Колев      | Койчев                |
| Христо Петков       | охранител             |
| Борис Панкин        | скаут №1              |
| Башар Рахал         | скаут №2              |
| Емилиен Де Фалко    | Виктор                |
| Тим Ман             | брат №1 на Озеров     |
| Андреас Нгуен       | брат №2 на Озеров     |
| Христо Пъдев        | слабичкият войник     |
| Явор Бахаров        | ЕМТ                   |
| Пламен Великов      | руския свещеник       |
| Слави Славов        | затворническия съдия  |
| Иван Костадинов     | дебелия боец          |
| Атанас Маджаров     | хорист в църквата     |
| Атанаска Попова     | хористка в църквата   |
| Георги Петков       | хорист в църквата     |
| Михаела Семова      | хористка в църквата   |
| Траян Миленов-Трой  | Борис Тарсов          |
| Венцислав Стоянов   | клубен съдия          |
| Велизар Пеев        | боец №1               |
| Цветолюб Илиев      | противник             |
| Илиан Емануилов     | местен боец           |
| Данко Йорданов      | охранител №1 на Зураб |
| Иван Илиев          | охранител №2 на Зураб |
| Генко Иванов        | самохвалко №1         |
| Стефан Шопов        | самохвалко №2         |
| Димитър Дойчинов    | портиер №1            |
| Венелин Мишев       | портиер №2            |
| Александър Беловски | зрител                |
| Клариса Ицшерт      | гостенка              |
| Анна Юрукова        | гостенка              |

## Филми от поредицата за „Фаворитът“
Поредицата „Фаворитът“ включва 4 филма:
- „Фаворитът“ (2002)
- „Фаворитът 2“ (2006)
- „Фаворитът 3“ (2010)
- „Бойка: Фаворитът“ (2016)